# Biobaterija
Biobaterija je poznata kao uređaj u kojem se supstrat, organski ili anorganski, pretvara u električnu energiju. Pretvorba se odvija uz pomoć različitih bioloških ili biokemijskih sredstava, kao što su enzimi ili mikroorganizmi. U prisutnosti ovih sredstava supstrat se razlaže kako bi otpuštao protone i elektrone. Standardne baterije su jako često korištene u raznim elektorničkim uređajima. Međutim, standardne baterije u sebi sadrže spojeve u kojima se nalaze olovo i živa, a koji su jako otrovni. Također, standardne baterije su jako sklone eksplozijama, propuštanjima itd., što nije slučaj kada govorimo o biobaterijama.

## Tipovi biobaterija
Ovisno o sredstvu koje koristimo za raspad supstrata, biobaterije dijelimo na:
-Enzimske biobaterije- za raspad supstrata se koriste enzimi (biokemijska sredstva), uglavnom šećeri
-Mikrobiološke biobaterije- za raspad supstrata (organskog ili anorganskog) se koriste mikroorganizmi 

## Princip rada
Biobaterija ima tri komponente, baš kao i standardna baterija. To su anoda, separator i katoda. Separator je ispunjen organskom tekućinom koja funkcionira kao elektrolit, te razdvajajući katodu i anodu sprječava kratki spoj. Dvije polupropusne membrane napravljene od celofana razdvajaju konstituente anode, separatora i katode. Anoda i katoda su pozitivna i negativna područja koja omogućuju protok elektrona. Anoda je postavljena na vrhu, a katoda na dnu baterije. Anoda omogućuje dotok elektrona u bateriju, dok katoda omogućuje struji da otječe iz baterije.